# بندان (نیک‌شهر)
بندان روستایی از توابع بخش مرکزی شهرستان نیکشهر در استان سیستان و بلوچستان ایران است. 